# Сеткина-Нестерова, Ирина Фроловна
Ири́на Фро́ловна Се́ткина-Не́стерова (17 [30] мая 1900 — 31 декабря 1990, Москва) — советский режиссёр документального кино. Народная артистка РСФСР (1969), лауреат трёх Сталинских премий (1946, 1948, 1950).

## Биография
Родилась 4 (17) мая 1900 года в деревне Слобода-Роща (ныне Московская область).
В киноотрасли с 1917 года. Начинала работать сначала склейщицей, потом — монтажницей. В 1919 году — сотрудница Всероссийского фотокиноотдела Наркомпроса. С 1929 по 1930 год обучалась в Коммунистическом университете имени Свердлова, а с 1931 по 1932 год — в Институте повышения квалификации, на отделении режиссуры. С 1931 года — режиссёр на «Союзкинохронике» (в дальнейшем — Центральная студия кинохроники).
Принимала участие в монтаже фильмов «Берлин», «Разгром Японии» (1945). Автор нескольких сот сюжетов для кинопериодики: «Киножурнал», «Новости дня», «Социалистическая деревня», «Союзкиножурнал» и другой. В 1950 году окончила Институт марксизма-ленинизма.
Член ВКП(б) с 1930 года, член Союза кинематографистов СССР (Москва).
Ушла из жизни 31 декабря 1990 года в Москве. Похоронена  на Рогожском кладбище города Москвы.

### Семья
- Муж — Сергей Евтеевич Гусев (1897—1984), кинооператор[1].

## Фильмография
- 1929 — Коммунистический труд побеждает (совм. с Н. Соловьёвой)
- 1930 — В одну шеренгу
- 1934 — 1 Мая в Москве (совм. с Я. Посельским, И. Венжер)
- 1934 — Встреча героев
- 1935 — Орденоносная область
- 1935 — С.М.Киров (совм. с С. Гуровым, Я. Блиохом)
- 1935 — Счастливая юность (совм. с С. Гуровым, М. Кауфманом, И. Посельским)
- 1936 — Праздник весны социализма (совм. с С. Бубриком, С. Гуровым)
- 1936 — Праздник народов (совм. с С. Бубриком, С. Гуровым)
- 1937 — XX Май (совм. с М. Слуцким, Л. Степановой)
- 1937 — К событиям в Испании (Выпуск № 12, № 15)
- 1938 — Всенародный праздник (совм. с Н. Кармазинским, М. Фиделевой)
- 1938 — Ленин (совм. с И. Копалиным)
- 1939 — XVIII съезд ВКП(б) (совм. с С. Гуровым)
- 1939 — Москва — Тушино (совм. с М. Фиделевой)
- 1939 — Памяти героев
- 1940 — XXIII-й Октябрь (совм. с И. Кравчуновским)
- 1940 — Боевая молодость (совм. с С. Гуровым, с М. Фиделевой)
- 1940 — Первое мая
- 1940 — С именем Сталина (совм. с С. Гуровым)
- 1941 — Выставка открыта (совм. с М. Фиделевой)
- 1941 — Выступление по радио председателя Государственного комитета обороны И.В.Сталина 3 июля 1941 года (совм. с С. Гуровым, И. Кравчуновским)
- 1941 — Ленин (совм. с И. Копалиным)
- 1943 — Конференция трёх министров
- 1943 — Приговор народа
- 1943 — Монгольский народ — Красной Армии
- 1945 — Первомайский парад в Москве (совм. с И. Венжер, С. Бубриком)
- 1946 — 1-е Мая (совм. с Я. Посельским, С. Гуровым)
- 1946 — 29-й Октябрь (совм. с Ф. Киселёвым)
- 1947 — В передовых колхозах
- 1947 — День победившей страны (совм. с И. Копалиным)
- 1948 — 1-е Мая 1948 г. (совм. с С. Гуровым)
- 1948 — XXXI Октябрь (совм. с С. Гуровым)
- 1948 — Похороны А.А. Жданова (Специальный выпуск)
- 1948 — Празднование 500-летия автокефалии Русской Православной церкви
- 1949 — 1 мая 1949 года (совм. с Л. Степановой)
- 1949 — XXXII-ой Октябрь (совм. с И. Венжер)
- 1950 — 1-е Мая 1950 года (совм. с Л. Степановой)
- 1950 — В новом Шанхае
- 1950 — За мир и демократию
- 1950 — Новый Пекин (совм. с С. Герасимовым)
- 1950 — Советский народ голосует за мир
- 1951 — 1-я сессия Всемирного Совета Мира
- 1951 — 34-й Октябрь (совм. с Л. Степановой)
- 1951 — Советские китобои
- 1952 — 35-й Октябрь (совм. с В. Беляевым)
- 1952 — Международное экономическое совещание в Москве (совм. с Э. Марьямовым)
- 1953 — Великое прощание (совм. с С. Герасимовым, И. Копалиным, Е. Свиловой, М. Чиаурели, Г. Александровым)
- 1954 — Ёлка в Кремле
- 1954 — На международной ярмарке в Лионе
- 1955 — Английская сельскохозяйственная делегация в Советском Союзе
- 1955 — Главы правительств 4-х держав в Женеве
- 1955 — Дружба великих народов (совм. с Р. Карменом)
- 1955 — На Всесоюзном совещании работников промышленности
- 1955 — На юбилейной сессии ООН
- 1955 — Празднование 38-й годовщины Великого Октября в Москве (совм. с И. Венжер)
- 1955 — Пребывание советской правительственной делегации в Югославии
- 1955 — Премьер-министр Бирманского Союза У Ну в СССР (совм. с Л. Варламовым, И. Венжер)
- 1955 — Советская выставка в Пекине (совм. с Дин-Чао)
- 1956 — Вьетнам принимает гостя
- 1956 — Миссия дружбы и мира (совм. с Г. Бобровым)
- 1956 — Посланцы великого народа (совм. с В. Бойковым)
- 1957 — Наша дружба — навеки
- 1958 — Весна большой дружбы
- 1958 — Когда цветет Сакура
- 1958 — Под боевыми знамёнами (совм. с Ф. Киселёвым, И. Венжер)
- 1959 — Визит Н.С Хрущёва в США
- 1959 — На советской выставке в Нью-Йорке
- 1959 — Этапы большого пути (совм. с И. Копалиным)
- 1960 — Флаги над Ганой
- 1960 — Герои нашего времени
- 1960 — Проблема разоружения не терпит отлагательств
- 1961 — Венская встреча
- 1961 — Гордый сын Африки
- 1961 — Наш Никита Сергеевич[4][5]
- 1961 — Первомай шагает по стране (совм. с Н. Соловьёвой)
- 1962 — В едином строю к великой цели
- 1962 — Весна коммунизма
- 1962 — Советским космонавтам слава!
- 1962 — Штурм космоса продолжается
- 1963 — Время творить
- 1963 — Молодость Кубы
- 1963 — Слава Великому Октябрю
- 1964 — Восьмое чудо света (совм. с М. Трояновским)
- 1964 — Ленинским курсом
- 1965 — 20-летие великого подвига (совм. с Е. Вермишевой)
- 1965 — 48-й Октябрь
- 1965 — Великая Отечественная (совм. с Р. Карменом, И. Венжер, М. Бабак, И. Егоровой)
- 1965 — Май 1965 (совм. с Е. Вермишевой)
- 1965 — Наш друг Морис Торез
- 1966 — Король Марокко — гость СССР
- 1966 — Первомай, год 1966
- 1966 — Подвиг народа бессмертен
- 1967 — Великий праздник (совм. с Е. Вермишевой)
- 1967 — Мы на ЭКСПО-67
- 1967 — Неделя в Великобритании
- 1968 — Верность интернационализму
- 1968 — Визит дружбы в Швецию
- 1968 — Во имя социализма, дружбы и мира
- 1970 — По завету Ильича (совм. с И. Копалиным)
- 1970 — По ленинскому плану
- 1971 — Договор мира и дружбы
- 1971 — Под знаменем Ленина, по пути Октября
- 1972 — На площади Красной, под знаменем красным…
- 1973 — Во имя мира на земле
- 1973 — Визит мира и солидарности
- 1973 — Президент Мексики в СССР
- 1973 — Сердечность и радушие братской Венгрии
- 1973 — Торжество правого дела Вьетнама
- 1975 — Визит премьер-министра Франции в Советский Союз
- 1975 — Москва Первомайская
- 1975 — СССР — Франция. Встреча в Рамбуйе
- 1975 — Япония: о прошлом — во имя будущего
- 1976 — На 25-м съезде КПСС. Под знаменем ленинизма. Спецвыпуск № 1
- 1978 — Великая Отечественная (совм. с Р. Карменом)

## Награды и премии
- орден Трудового Красного Знамени (6 марта 1950)[6]
- орден «Знак Почёта» (14 апреля 1944)
- Сталинская премия первой степени (1946) — за фильм «Разгром Японии» (1945)
- Сталинская премия первой степени (1948) — за фильм «День победившей страны» (1947)
- Сталинская премия второй степени (1950) — за фильм «1 мая 1949 года» (1949)
- народная артистка РСФСР (29 сентября 1969)[2]
- заслуженный деятель искусств РСФСР (15 декабря 1960)